# Adrien Oléon
Pour les articles homonymes, voir Oléon.
Pas d'image ? Cliquez ici

a Compétitions nationales et continentales officielles uniquement.

Adrien Oléon, né le 12 mars 1989 à Clermont-Ferrand (Puy-de-Dôme), est un joueur français de rugby à XV évoluant au poste de pilier.
Formé au Stade clermontois puis à l'ASM Clermont, il fait ses débuts professionnels en 2012 avec le club clermontois. Au cours de la saison 2013-2014, il rejoint le Stade montois avant de signer pour le Stade français Paris. Après deux saisons dans la capitale française, il rejoint le RC Massy pour une saison. De retour dans son département de naissance, il termine sa carrière de joueur au niveau amateur à l'US Issoire.

## Biographie
Adrien Oléon naît et grandit à Clermont-Ferrand dans le Puy-de-Dôme en France. Son père et son frère ont tous les deux joué au rugby à XV. Naturellement, il commence lui aussi la pratique de ce sport dès l'âge de cinq ans au sein du Stade clermontois. 
À partir de 2000, il rejoint le club de l'ASM Clermont. Par la suite, il intègre le centre de formation du club et il est couronné de trois titres de champion de France (2010-2011-2012) avec l'équipe espoir,.
Durant la seconde partie de saison 2011-2012, il fait ses débuts professionnels en Top 14 avec l'équipe première de l'ASM Clermont. En mai 2012, il signe son premier contrat professionnel et est lié pour deux années supplémentaires avec son club formateur.
En octobre 2013, n'ayant que peu de temps de jeu, il est libéré par le club auvergnat afin de rejoindre le Stade montois en Pro D2 en qualité de joker médical de Régis Rameau pour le reste de la saison 2013-2014,,.
Le 23 avril 2014, le Stade français Paris annonce son recrutement pour deux saisons, équipe avec laquelle il obtient le titre de champion de France de Top 14 en 2015,.
Après deux saisons au Stade français, il rejoint le RC Massy en Fédérale 1 pendant une saison,.
Pour la saison 2017-2018, il revient dans le Puy-de-Dôme au club de l'US Issoire en Fédérale 2. Il quitte le club à l'issue de la saison.

## Palmarès
- Vainqueur du Championnat de France espoirs en 2010, 2011 et 2012 avec l'ASM Clermont.
- Vainqueur du Championnat de France en 2015 avec Stade français Paris.
- Vainqueur de la Fédérale 1 en 2017 avec le RC Massy.